# NATO Airborne Early Warning & Control Force Command
Das NATO Airborne Early Warning & Control Force Command (NAEW&C Force Command, kurz: Force Command) ist ein militärisches Hauptquartier der NATO zur Führung der NATO-AWACS-Frühwarnflotte. Es ist der operative Teil des NATO Airborne Early Warning & Control Programme, das von der NATO AEW&C Programme Management Organisation (NAPMO) geführt wird.

## Sitz
Das NAEW&C Force Command befand sich seit seiner Gründung im Jahr 1980 bis zum Jahr 2015 am Standort des Supreme Headquarters Allied Powers Europe (SHAPE) in Mons in Belgien. Im Oktober 2015 wurde das Hauptquartier zur Führung der AWACS-Flotte auf den NATO-Flugplatz Geilenkirchen bei Teveren, die Heimatbasis des NATO-E-3A-Verbandes, verlegt.

## Organisation
Dem NAEW&C Force Command unterstehen aktuell zwei Verbände, genannt Components:
1. Die multinationale NATO E-3A Component in Geilenkirchen bei Aachen wurde 1982 aufgestellt, über 2500 Soldaten und Zivilbedienstete arbeiten hier. 14 Boeing E-3A (AWACS) sind hier stationiert.[4]
2. Die Royal Air Force E-3D Component in Waddington/Großbritannien existiert seit 1992. Die sieben Boeing E-3D "Sentry" des Verbandes wurden von rein britischen Besatzungen geflogen und waren dem Force Command für den Einsatz unterstellt. Die britischen E-3 wurden 2021 außer Dienst gestellt[5] und werden ab geplant 2023 durch drei Boeing E-7A "Wedgetail" ersetzt.

Als Stützpunkte für Operationen wie auch zu Ausbildungs- und Übungszwecken betreibt die NATO zusätzliche Standorte in Trapani (Italien), Aktion (Griechenland), Konya (Türkei) und Ørland (Norwegen). Nach der Eskalation des russischen Angriffskriegs 2022 wurden 2023 auch erstmals von Bukarest und 2025 von Šiauliai aus geflogen.

## Aufgaben
Force Command ist für die operative Führung beider Components verantwortlich. Dies beinhaltet die Planung des Routinetrainings, Teilnahme an internationalen Übungen und den Einsatz der Force für NATO-Operationen weltweit.
Darüber hinaus ergeben sich aus dem Betrieb der multinationalen E-3A-Flotte einzigartige Verantwortlichkeiten. Da die Force nicht einer Nation gehört und sie somit nicht auf die entsprechenden Organisationen zurückgreifen kann, müssen die sonst durch diese abgedeckten Aufgaben durch Force Command wahrgenommen werden: Ausbildung der Besatzungen, Logistik, die Flugtüchtigkeit der Flugzeuge, Flugsicherheit, die jährliche Haushalts- und Infrastrukturplanung, Erstellung und Pflege sämtlicher Vorschriften und die Definition notwendiger Modernisierungsmaßnahmen.

## Personal
Force Command wird im dreijährigen Rhythmus abwechselnd von einem amerikanischen oder einem deutschen Generalmajor geführt. Die Dienstposten im Force Command und der E-3A Component in Geilenkirchen werden nach der Höhe des prozentualen Anteils am Budget anteilig auf die entsprechenden Nationen verteilt. Vom 1. Juli 2012 bis 1. Juli 2015 war der deutsche Generalmajor Jochen Both Kommandeur NATO Airborne Early Warning Force Command. Von 1. Juli 2018 bis Juli 2021 war Generalmajor Jörg Wilhelm Lebert Kommandeur des Force Command. Seit Juni 2024 ist Generalmajor Andreas Korb Kommandeur.